# Дарко Стошић
Дарко Стошић (Лаћарак, 9. фебруар 1992) српски је борац мешовитих борилачких вештина (ММА).

## Биографија
Од седме године почео је да тренира џудо у локалном џудо клубу под називом "ЛСК Лаћарак" на наговор локалног џудо тренера, Мише Јоветића. Као пионир почео је одмах да се такмичи и показао је изузетан дар за борилачке вештине. Ту је тренирао до своје петнаесте године, када се због средње школе преселио у Београд. По преласку у Београд каријеру је наставио са великим успехом као део џудо клуба "Црвена звезда" где је тренирао око 3 године.
Као џудиста, био је национални шампион 10 пута, шампион Балкана и вице шампион Балкана. Био је проглашен и за најбољег спортисту спортског друштва Црвена звезда.
Одмах након што је освојио национално првенство за јуниоре и млађе сениоре у џудоу, престао са џудо каријером и тада почиње његова професионална ММА каријера. Његов први професионални наступ је био у "Tesla Fighting Championship 3" лиги. У наредна четири меча побеђује али губи пети меч против Јурија Прочазка у Чешкој. То је једини меч коју је Дарко икада изгубио. У наредних 7 мечева, Дарко наставља да осваја сваку борбу, укључујући и мечеве у једној од најбољих европских организација - ФФЦ (Final Fight Championship). На крају је имао скор 12-1.
Дарко Стошић је постао европски шампион у тешкој категорији у мечу с Дионом Старингом из Холандије, у организацији FFC лиге. Крајем исте године, Дарко је бранио појас у мечу против Диона и освојио титулу најбољег ФФЦ борца. Почетком 2017. напушта ФФЦ. Средином 2017. године, освојио је своју 13. победу против Томаса Цервинског, техничким нокаутом, меч је трајао мање од 30 секунди. Крајем исте године, Дарко је потписао уговор за најелитнију светску ММА организацију, УФЦ (Ultimate Fighting Championship).
Тренутно је најбољи српски ММА борац у тешкој категорији. Његова професионална ММА каријера траје већ 5 година. Значајно је популаризовао ММА спорт у Србији.

## Професионална ММА каријера
2021.

| 13 Победа (8 нокаута), 2 Пораза |        |                      |                 |              |                     |
| Резултат                        | Рекорд | Противник            | Тип             | Рунда, Време | Датум               |
| Победа                          | 14—4   | Михaл Kомaра         | Технички нокаут | 2, 4:40      | 20. март 2021       |
| Пораз                           | 13—2   | Девин Кларк          | Одлука већине   | 3, 5:00      | 1. јун 2019.        |
| Победа                          | 13—1   | Џереми Кимбол        | Технички нокаут | 1, 3:15      | 22. јул 2018.       |
| Победа                          | 12—1   | Томас Червински      | Технички нокаут | 1, 0:0       | 30. септембар 2017. |
| Победа                          | 11—1   | Емил Захаријев       | Технички нокаут | 1, 2:07      | 11. март 2017.      |
| Победа                          | 10—1   | Дион Старинг         | Одлука већине   | 3, 5:0       | 17. децембар 2016.  |
| Победа                          | 9—1    | Дион Старинг         | Одлука већине   | 3, 5:00      | 23. септембар 2016. |
| Победа                          | 8—1    | Мани Мурило          | Технички нокаут | 1, 0:56      | 11. јун 2016.       |
| Победа                          | 7—1    | Иван Витасовић       | Подређен        | 1, 2:59      | 27. новембар 2015.  |
| Победа                          | 6—1    | Хатеф Моил           | Технички нокаут | 2, 1:17      | 18. септембар 2015. |
| Победа                          | 5—1    | Дионисис Пападопулус | Технички нокаут | 1, 0:59      | 13. март 2015.      |
| Пораз                           | 4—1    | Јири Прочазка        | Технички нокаут | 1, N\A       | 14. новембар 2014.  |
| Победа                          | 4—0    | Ризван Кунијев       | Одлука већине   | 3, 5:00      | 14. јун 2014.       |
| Победа                          | 3—0    | Саша Лазић           | Технички нокаут | 1, 2:19      | 12. јануар 2014.    |
| Победа                          | 2—0    | Рок Кокотец          | Технички нокаут | 1, 0:30      | 18. мај 2013.       |
| Победа                          | 1—0    | Жељко Сарић          | Одлука већине   | 3, 5:0       | 23. јун 2012.       |